# Rosa Enguix Alemany
Rosa Enguix Alemany (Denia, 1945) es una arqueóloga española.

## Trayectoria profesional
Licenciada en Filosofía y Letras por la Universidad de Valencia (1966-1971), realizó su memoria de Licenciatura sobre la Historia de la Investigación de la Cultura Ibérica, dirigida por Julián San Valero (Universitat de València, 1971). Ocupó el puesto de profesora adjunta provisional adscrita a la cátedra de Arqueología, Epigrafía y Prehistoria de la Universitat de València durante los años 1972 y 1973, y el de profesora encargada de curso adscrita a Prehistoria durante los cursos 1973-1974 y 1974-1975 en la misma universidad.
Como investigadora, se encuentra vinculada al SIP (Servicio de investigación Prehistórica del Museo de Prehistoria de Valencia) desde 1971 hasta su jubilación.
Desde 1992 a 1995 ocupó el cargo de Jefa del Servicio de Patrimonio Arqueológico y Etnológico de la Consejería de Cultura de la Generalidad Valenciana.
Sus líneas de investigación se han centrado en la Cultura ibérica, la cultura material de la Edad del Bronce así como la historiografía de la Prehistoria valenciana. 
Vinculada al estudio de la Edad del Bronce, dirigió las excavaciones de la Llometa del Tio Figuetes de Benaguacil, de la Edad del Bronce, en 1977, y posteriormente la del poblado del Pics dels Corbs en Sagunto en 1978. También codirigió junto a Bernat Martí Oliver y María Jesús de Pedro las primeras campañas de excavación en la Muntanya Assolada de Alcira a partir de 1980 y en la Lloma de Betxí de Paterna en 1985. 
A pesar de centrarse en la investigación de la Edad del Bronce valenciano, tampoco abandonó el estudio de otros periodos. En esta línea, dirigió en 1975 la excavación de un taller de ánforas romanas de Oliva, cuyos resultados publicó junto con Carmen Aranegui en la serie Trabajos Varios del SIP  en 1977, y realizó prospecciones arqueológicas subacuáticas en la zona de Denia, desde el Cabo de San Antonio hasta la Torre del Gerro, en busca de restos de la colonia griega de Hemeroskopeion que confirmasen la fundación griega de la ciudad.